# اسب تک‌شاخ صورتی نامرئی

اسب تک‌شاخ صورتی نامرئی ایزدبانو یک دین تقلید آمیز است که برای طعنه‌زدن و به سخره گرفتن باورهای خداباورانه استفاده می‌گردد و به شکل یک تک‌شاخ که به طور متناقضی هم نامرئی و هم صورتی است نشان داده می‌شود. تصویر مذکور یک تصویر بلاغی است که توسط خردگرایان و سایر شکاکان دینی به عنوان نسخه معاصر قوری راسل استفاده می‌گردد، که گاهی نیز در ارتباط با هیولای اسپاگتی پرنده ذکر می‌شود.
تمثیل، بیان می‌کند که اسب تک‌شاخ صورتی نامرئی و خدا، هر دو فراطبیعی و اثبات‌ناپذیر هستند؛ و باور به خدا، همانند باور به چنین اسبی، بی‌بنیاد است.
این تمثیل، به صورت یک پارادوکس، ساخته شده است؛ زیرا اسب مذکور، توأمان، نامرئی و صورتی است. تفاوت اصلی اسب تک‌شاخ صورتی نامرئی با مواردی چون هیولای اسپاگتی پرنده نیز در همین‌جاست؛ زیرا در مورد هیولا، سخن از نفی‌ناپذیری به‌طور مطلق است؛ امّا اسب مذکور، به این علّت که مفهومی خود-متناقض است (صورتی و در عین حال نامرئی)، قابل رد است؛ امری که در مورد اسب تک‌شاخ معمولی ناممکن است. به عبارت دیگر طرّاحان این ایده بیش‌تر به دنبال تبیین مفهوم بی‌خدایی مثبت‌گرا بوده‌اند، نه بی‌خدایی منفی‌گرا (ندانم گرایی).